# Rzędów
 (janvier 2022).
Si vous disposez d'ouvrages ou d'articles de référence ou si vous connaissez des sites web de qualité traitant du thème abordé ici, merci de compléter l'article en donnant les références utiles à sa vérifiabilité et en les liant à la section « Notes et références ».
Rzędów est une localité polonaise de la gmina de Tuczępy, située dans le powiat de Busko en voïvodie de Sainte-Croix.